# مونتالبانو الیکونا
مونتالبانو الیکونا (به ایتالیایی: Montalbano Elicona) یک کومونه در ایتالیا است که در استان مسینا واقع شده‌است. مونتالبانو الیکونا ۶۷٫۴ کیلومترمربع مساحت و ۲٬۶۸۷ نفر جمعیت دارد و ۹۰۸ متر بالاتر از سطح دریا واقع شده.